# Elisabeth Wolf (Malerin)
Elisabeth Wolf (* 15. März 1873 in Sandow; † 15. Dezember 1964 in Cottbus) war eine deutsche Malerin.

## Leben und Werk
Elisabeth Wolf wuchs in einer bürgerlichen Familie mit langer künstlerischer Tradition auf. Ihr Urgroßvater war Kunst- und Dekorationsmaler, ihr Großvater Friedrich August Schmalfuß (1791–1876) machte sich als „Porträtmaler der Niederlausitz“ einen Namen. Ein Großonkel Elisabeth Wolfs war der Forscher Ludwig Leichhardt.
1901 besuchte Elisabeth Wolf in Berlin das Privatatelier von Arthur Kampf, dann bei Leo von König die Unterrichtsanstalt des Berliner Kunstgewerbemuseums. 1902 wurde sie in die 1901 eröffnete Malschule von Lovis Corinth in Berlin aufgenommen. Nach ihrer Rückkehr nach Cottbus schuf Elisabeth Wolf Porträts von Cottbuser Bürgern und Bilder ländlicher Szenen.
Von 1912 bis 1922 arbeitete sie als Krankenschwester des Roten Kreuzes im Städtischen Krankenhaus Cottbus und während des Krieges als Oberschwester, 1917 in Italien und 1918 in Frankreich. Der Krieg unterbrach ihre künstlerische Entwicklung. 1922 kehrte sie nach Cottbus zurück. Dort gab sie an der Webschule Zeichenunterricht und schuf eine Vielzahl von Porträts, Stillleben und Landschaftsbildern. Sie war Mitglied der Reichskammer der bildenden Künste, des Landbunds bildender Künstler und des Cottbuser Kunstvereins.
Ihre erste große Ausstellung hatte sie 1927 mit über 40 Werken in der Cottbuser Kunsthandlung Brößke. In den vierziger Jahren erblindete Elisabeth Wolf auf dem linken Auge. Beim Luftangriff auf Cottbus am 15. Februar 1945 wurden ihr Atelier sowie ihre Werke völlig zerstört.
1947 erhielt sie die offizielle staatliche Anerkennung als Kunstmalerin. Sie bezog eine kleine Ehrenrente und nahm an Ausstellungen teil. In den 1950er Jahren malte sie vor allem arbeitende Menschen und Landschaften der heimatlichen Umgebung. 1960 heiratete sie den Maler Georg Khoury (1897–1967).
Ab 1950 schuf Elisabeth Wolf auch Auftragsarbeiten für den Kulturbund und den Verband Bildender Künstler der DDR, dessen Mitglied sie war.
Elisabeth Wolf gilt als bedeutendste Cottbuser Malerin. Ihre Grabstätte befindet sich auf dem Cottbuser Nordfriedhof. Ihr schriftlicher Nachlass liegt im Stadtarchiv Cottbus.

## Ehrungen
- 1959: Ehrenmitglied des Verbandes Bildender Künstler der DDR
- 1960: Carl-Blechen-Preis
- 1963: Ehrenbürgerin der Stadt Cottbus
- 1968: Benennung einer Uferpromenade und 1991 einer Straße in Cottbus nach Elisabeth Wolf

## Darstellung Elisabeth Wolfs in der  bildenden Kunst
- Jürgen von Woyski: Die 88-jährige Malerin Elisabeth Wolf / Schülerin von Corinth (Skulptur, Bronze)[2]

## Werke (Auswahl)
- Interieur (1904, Öl; auf der Ausstellung „Frauenschaffen und Frauengestalten in der bildenden Kunst“)

- Kleine Hessin (1908, Öl; u. a. auf der Fünften Deutschen Kunstausstellung)[3]
- Brückenbau (1926, Öl; auf der Ausstellung „Frauenschaffen und Frauengestalten in der bildenden Kunst“)

- Georg Khoury (vor 1926, Aquarell auf Velin, 35 x 38 Passepartoutausschnitt; Stadtmuseum Cottbus)[4]
- Selbstporträt mit rotem Hut (1926, Öl, 26 x 19, 5 cm; Stadtmuseum Cottbus)[5]
- Heuernte an der Spree (1933, Öl, 32,4 × 47,2 cm; Stadtmuseum Cottbus)[6]
- Ludwig Leichardt (1958, Öl, 26,2 × 21 cm; Stadtmuseum Cottbus)[1]

- Freude am Ahnenkleid (Öl; 1953; auf der Dritten Deutschen Kunstausstellung)[7][8]
- Porträt einer Wendin (Öl; 1952; auf der Dritten Deutschen Kunstausstellung; im Bestand des Wendischen Museums Cottbus)[9][10][8]
- Volksdichter liest seinen deutschen Freuden aus seinen Werken vor (Öl; 1953, 86 × 126 cm; auf der Dritten Deutschen Kunstausstellung)[11]
- Kartoffelhackerinnen (Öl; auf der Fünften Deutschen Kunstausstellung)[12]

## Ausstellungen (unvollständig)

### Postume Einzelausstellung
- 2024: Cottbus, Stadtmuseum Cottbus („Elisabeth Wolf. Die Erste Cottbuser Malerin.“)

### Teilnahme an zentralen und wichtigen regionalen Ausstellungen in der DDR
- 1949 Potsdam, Bezirkskunstausstellung
- 1953 und 1962/1963: Dresden, Dritte und Fünfte Deutsche Kunstausstellung
- 1960: Berlin, Pavillon der Kunst („Frauenschaffen und Frauengestalten in der bildenden Kunst. 50 Jahre Internationaler Frauentag“)
- 1986: Cottbus, Staatliche Kunstsammlungen („Bekenntnis und Tat“)